# Monument à Larrey (Tarbes)
Le monument à Larrey de Tarbes est une sculpture en l'honneur de Dominique-Jean Larrey, réalisé par Jacques Joseph Émile Badiou de la Tronchère en 1864 situé au bord de la rue Larrey à Tarbes.

## Historique
La statue Larrey de Tarbes est inaugurée en le 15 août 1864.

## Localisation
La statue est située dans le quartier du centre-ville (Tarbes-2) à l’intersection des allées du général-Leclerc et de la rue Larrey en face du conservatoire Henri Duparc.
Lors de l'inauguration la statue fut placée devant les casernes Larrey, à l'actuel emplacement de la statue équestre du Maréchal Foch, avant d'être déplacé en 1935 à sa position actuelle.

## Description
La sculpture représente, sur le piédestal, Larrey debout. A ses pieds on trouve une réplique en reduction d’une ambulance volante (modèle Larrey) dont il serait à l'origine de la mise en place au sein des armées françaises.
Inscriptions sur la base droite de  la statue : BADIOU DE LA TRONCHERE 1863 ;  à gauche : FONDU PAR CHARNOT ET SON FILS 1864 ; sur le piédestal à l’avant : JEAN DOMINIQUE LARREY / NE A BAUDEAN / LE 8 JUILLET 1766 / CHIRURGIEN REPUTE / MEMBRE DE L’ACADEMIE DE MEDECINE / ET DE L’INSTITUT / MEDECIN GENERAL / INSPECTEUR DU SERVICE DE SANTE / CREATEUR DES AMBULANCES VOLANTES / COMMANDEUR DE LA LEGION D’HONNEUR / DECEDE A LYON LE 25 JUILLET 1842 

## Galerie d'images

Sélection de vues de la statue.
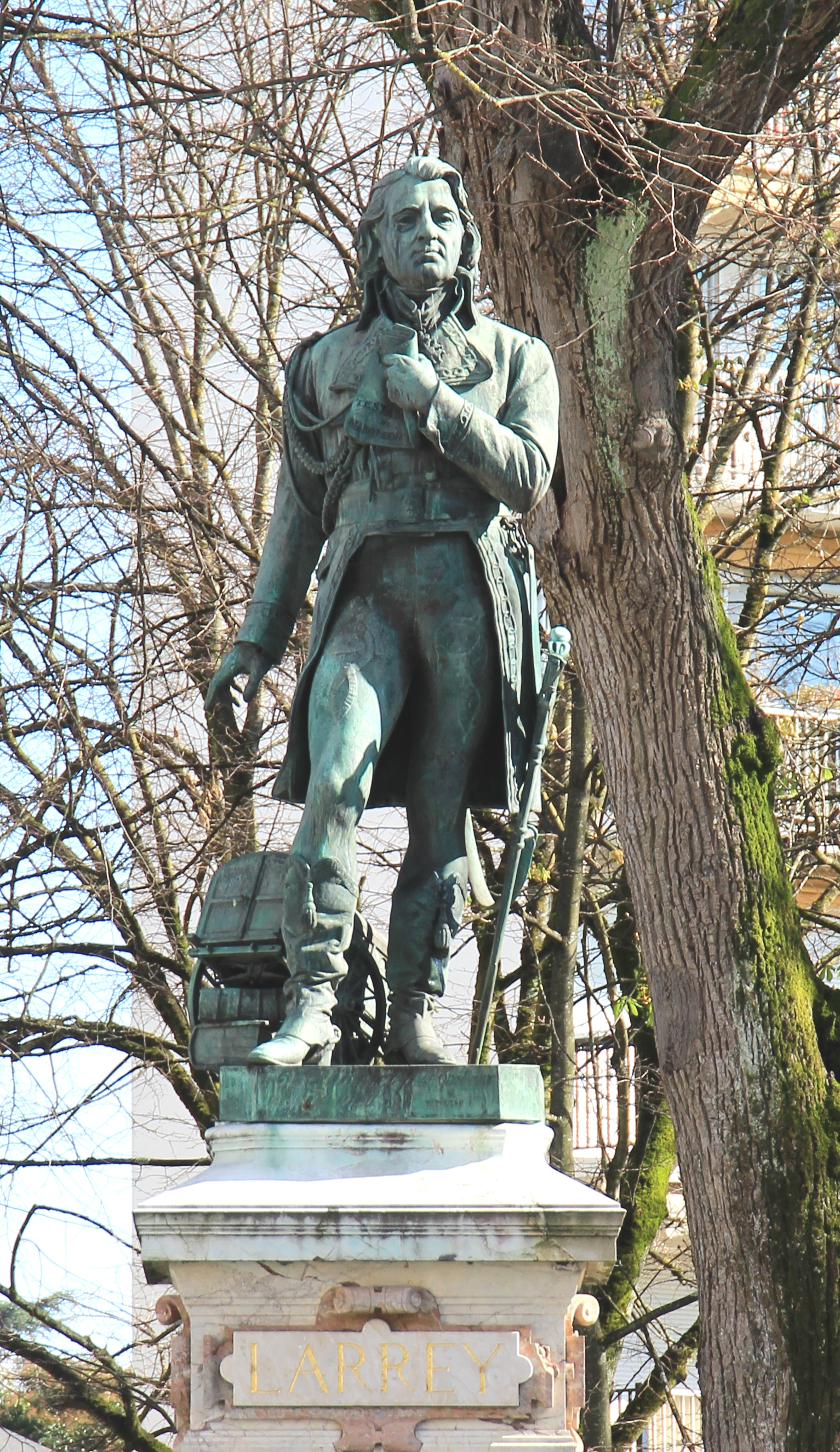
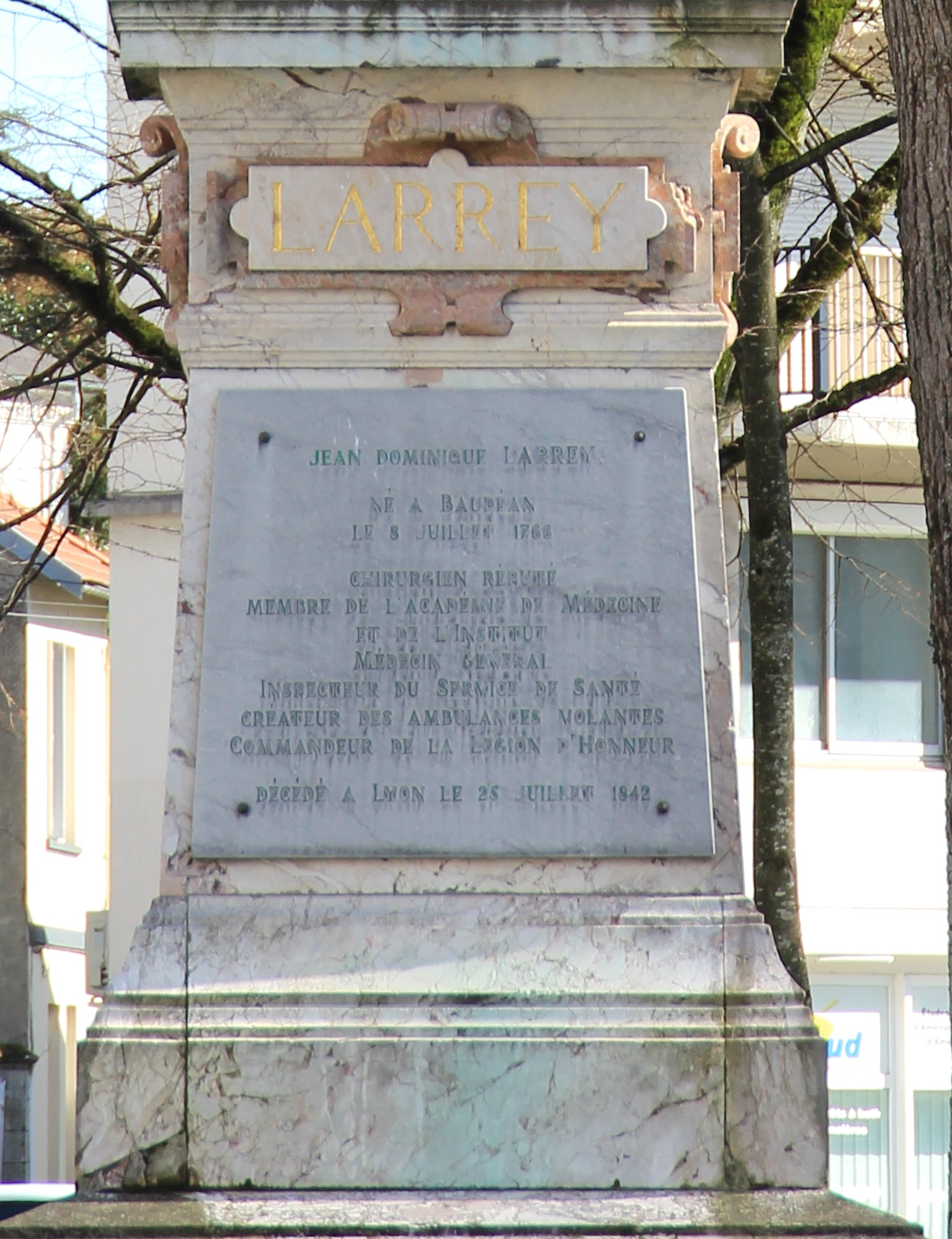
Inscription.
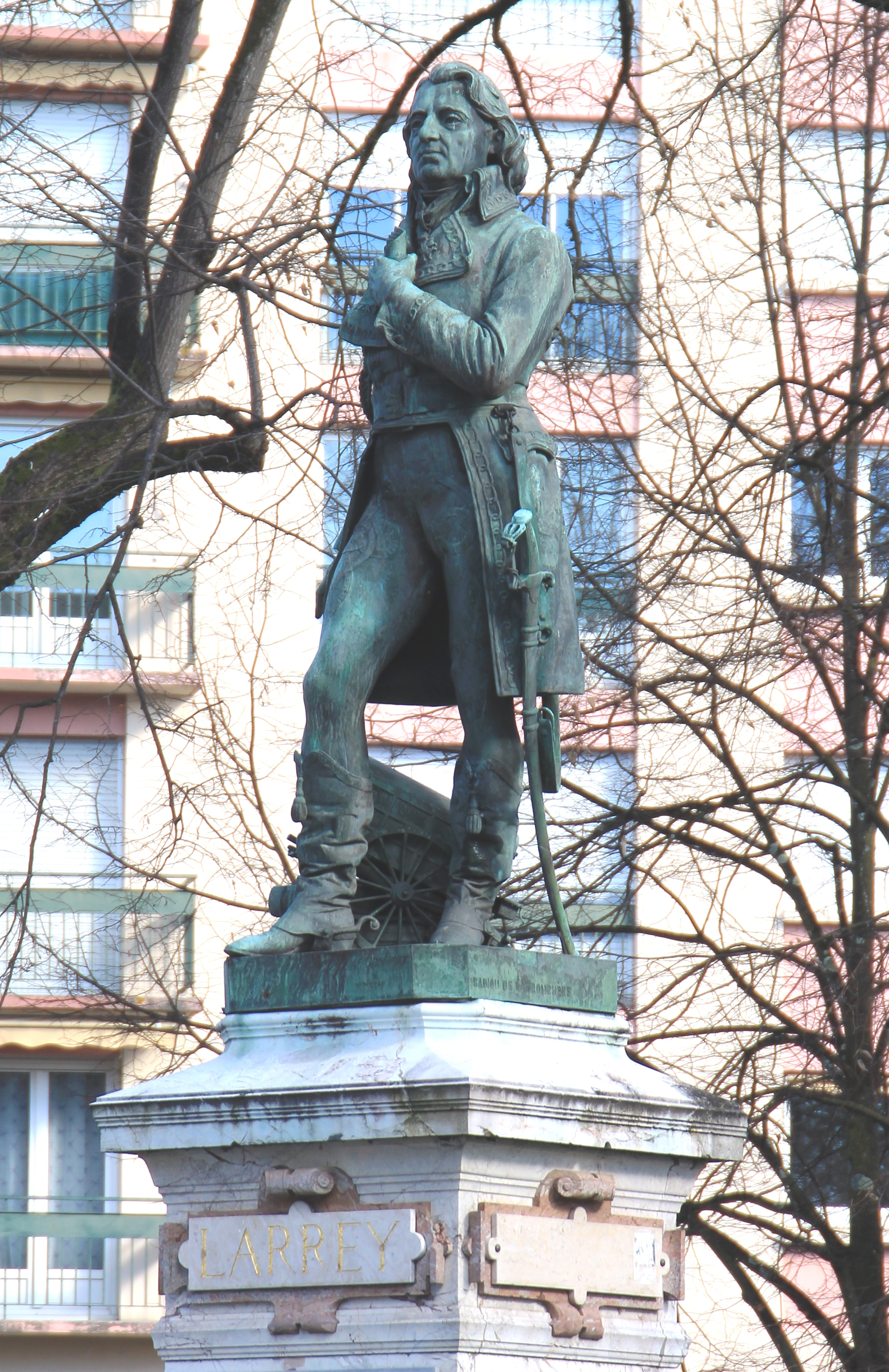
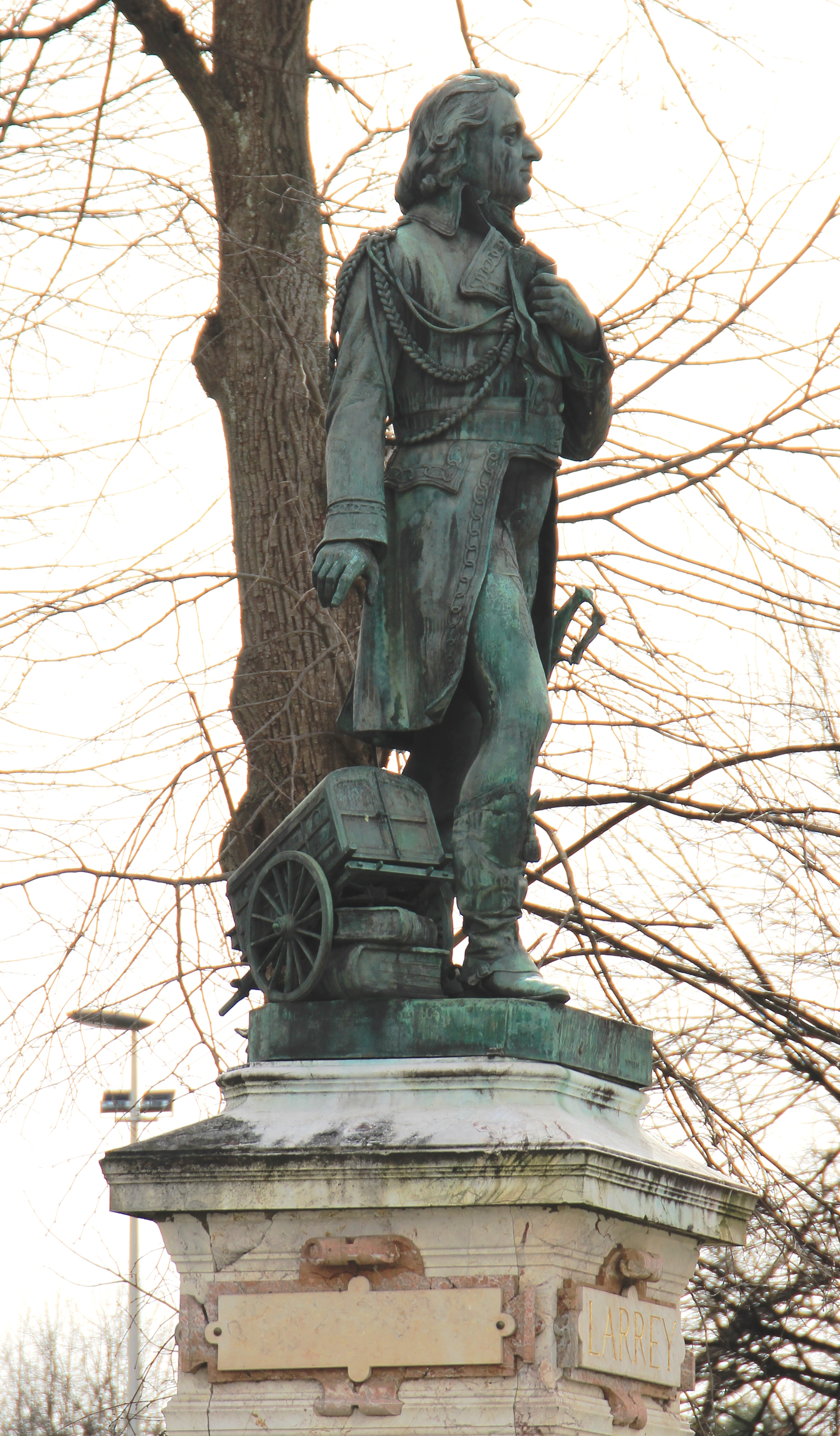